# جورج أبوت (لاعب هوكي الجليد)
جورج أبوت هو لاعب هوكي الجليد كندي، ولد في 3 أغسطس 1911 في ساوث فرونتناك في كندا، وتوفي في 31 ديسمبر 1996.

## وصلات خارجية
- جورج أبوت على موقع دوري الهوكي الوطني (الإنجليزية)
- جورج أبوت على موقع قاعة مشاهير الهوكي (لاعب أن.إتش.أل) (الإنجليزية)
- جورج أبوت على موقع EliteProspects.com (الإنجليزية)
- جورج أبوت على موقع HockeyDB.com (الإنجليزية)
- جورج أبوت على موقع Hockey-Reference.com (الإنجليزية)